# Janusz Rybak
Janusz Rybak (ur. 21 marca 1958 w Hrubieszowie) – polski piłkarz występujący na pozycji napastnika.

## Przebieg kariery
Występował m.in. w Unii Hrubieszów, Wiśle Puławy, Radomiaku Radom, Horteksie Ryki i Orlętach Nowodwór.
Był pierwszym wychowankiem w historii Unii Hrubieszów, który zadebiutował w I lidze. Grał tam w sezonie 1984/85 w barwach Radomiaka (w jedynym sezonie tego zespołu w ekstraklasie). Rozegrał wówczas 15 spotkań, nie strzelając bramki.
W sezonie 2019/20 występował w Puławiaku (klasa B).